# ایگ، ایگ
ایگ ( آلمانی: Brunndorf) بزرگترین سکونتگاه و مرکز شهرداری ایگ در اسلوونی مرکزی است.